# (6858) 1990 ST10
A (6858) 1990 ST10 a Naprendszer kisbolygóövében található aszteroida. Henry E. Holt fedezte fel 1990. szeptember 16-án.